# National 400 1962
National 400 1962 var ett stockcarlopp ingående i Nascar Grand National Series (nuvarande Nascar Cup Series) som kördes 16 oktober 1960 på den 1,5 mile (2,414 km) långa ovalbanan  Charlotte Motor Speedway i Concord i North Carolina. Totalt avverkades 400,5 miles (644,542 km) fördelat på 267 varv. Banunderlaget var asfalt. Loppet vanns av Junior Johnson i en Pontiac på tiden 3:01.42 körande för Fox Racing. Johnsons snitthastighet uppgick till 132,085 mph. Han var vid målgång ensam förare på ledarvarvet, två varv före tvåan Fireball Roberts. Prispotten uppgick till 43 833 dollar, varav 11 355 dollar gick till segraren.

## Resultat
| Plc     | Nr | Förare           | Team/ bilägare        | Konstruktör | Start | Varv | Ledda varv |
| ------- | -- | ---------------- | --------------------- | ----------- | ----- | ---- | ---------- |
| 1       | 3  | Junior Johnson   | Fox Racing            | Pontiac     | 3     | 267  | 204        |
| 2       | 22 | Fireball Roberts | Jim Stephens          | Pontiac     | 1     | 265  | 0          |
| 3       | 28 | Fred Lorenzen    | Holman Moody          | Ford        | 8     | 265  | 0          |
| 4       | 83 | Bunkie Blackburn | Worth McMillion       | Pontiac     | 27    | 262  | 0          |
| 5       | 8  | Joe Weatherly    | Bud Moore Engineering | Pontiac     | 7     | 261  | 0          |
| 6       | 42 | Jim Paschal      | Petty Enterprises     | Plymouth    | 15    | 259  | 0          |
| 7       | 20 | Emanuel Zervakis | Zervakis Enterprises  | Mercury     | 20    | 258  | 0          |
| 8       | 91 | Ralph Earnhardt  | Bob Osiecki           | Dodge       | 33    | 258  | 0          |
| 9       | 41 | Speedy Thompson  | Petty Enterprises     | Plymouth    | 23    | 258  | 0          |
| 10      | 49 | Bob Welborn      | J.C. Parker           | Pontiac     | 19    | 258  | 0          |
| 11      | 11 | Ned Jarrett      | B.G. Holloway         | Chevrolet   | 31    | 255  | 0          |
| 12      | 36 | Larry Thomas     | Wade Younts           | Dodge       | 28    | 255  | 0          |
| 13      | 90 | Jimmy Thompson   | Bob Osiecki           | Dodge       | 32    | 254  | 0          |
| 14      | 61 | Sherman Utsman   | Sherman Utsman        | Ford        | 36    | 251  | 0          |
| 15      | 21 | Marvin Panch     | Wood Brothers Racing  | Ford        | 5     | 250  | 47         |
| 16      | 43 | Richard Petty    | Petty Enterprises     | Plymouth    | 12    | 250  | 0          |
| 17      | 68 | Ed Livingston    | Ed Livingston         | Ford        | 40    | 243  | 0          |
| 18      | 87 | Buck Baker       | Buck Baker Racing     | Chrysler    | 11    | 243  | 0          |
| 19      | 1  | George Green     | Jess Potter           | Chevrolet   | 43    | 242  | 0          |
| 20      | 54 | Jimmy Pardue     | Jimmy Pardue          | Pontiac     | 18    | 238  | 0          |
| 21      | 62 | Curtis Crider    | Curtis Crider         | Mercury     | 30    | 237  | 0          |
| 22      | 19 | Herman Beam      | Herman Beam           | Ford        | 44    | 233  | 0          |
| 23      | 6  | David Pearson    | Owens Racing          | Pontiac     | 2     | 230  | 2          |
| 24      | 47 | Jack Smith       | Jack Smith            | Pontiac     | 9     | 223  | 0          |
| 25      | 9  | Cale Yarborough  | Wildcat Williams      | Ford        | 39    | 212  | 0          |
| 26      | 48 | G.C. Spencer     | GC Spencer Racing     | Chevrolet   | 34    | 204  | 0          |
| 27      | 12 | Tiny Lund        | Cliff Stewart Racing  | Pontiac     | 16    | 194  | 0          |
| 28      | 72 | Bobby Johns      | Shorty Johns          | Pontiac     | 6     | 185  | 14         |
| 29      | 84 | Red Foote        | Rocky Hinton          | Ford        | 29    | 181  | 0          |
| 30      | 4  | Rex White        | Rex White             | Chevrolet   | 26    | 178  | 0          |
| 31      | 29 | Nelson Stacy     | Holman Moody          | Ford        | 17    | 177  | 0          |
| 32      | 30 | Johnny Sudderth  | Fred Clark            | Chevrolet   | 35    | 171  | 0          |
| 33      | 86 | Buddy Baker      | Buck Baker Racing     | Chrysler    | 24    | 168  | 0          |
| 34      | 18 | Stick Elliott    | Toy Bolton            | Pontiac     | 14    | 154  | 0          |
| 35      | 97 | Paul Lewis       | Lewis Osborne         | Chevrolet   | 25    | 142  | 0          |
| 36      | 96 | Bruce Brantley   | Lewis Osborne         | Chevrolet   | 42    | 139  | 0          |
| 37      | 2  | Bill Foster      | Cliff Stewart Racing  | Pontiac     | 38    | 127  | 0          |
| 38      | 26 | Darel Dieringer  | Mamie Reynolds        | Ford        | 10    | 72   | 0          |
| 39      | 79 | T.C. Hunt        | Ralph Smith           | Chevrolet   | 41    | 38   | 0          |
| 40      | 27 | Doug Yates       | Melvin Bradley        | Chevrolet   | 22    | 31   | 0          |
| 41      | 5  | H.G. Rosier      | H.G. Rosier           | Pontiac     | 13    | 22   | 0          |
| 42      | 38 | Woodie Wilson    | Matt DeMatthews       | Ford        | 37    | 19   | 0          |
| 43      | 81 | LeeRoy Yarbrough | Jimmy Baker           | Mercury     | 21    | 17   | 0          |
| 44      | 46 | Johnny Allen     | Fred Lovette          | Pontiac     | 4     | 8    | 0          |
| Källor: |    |                  |                       |             |       |      |            |